# ウィリアム・ピップス
ウィリアム・ピップス（William Phipps、1922年2月4日 - 2018年6月1日）はアメリカ合衆国インディアナ州出身の男性俳優、声優。
代表作に1950年のディズニー・アニメ映画『シンデレラ』のプリンス・チャーミング役（台詞）がある。

## 経歴
1941年に東イリノイ大学に進学、第二次世界大戦に海軍として従軍したのち、1945年俳優養成学校に入学。
1947年に『十字砲火』でデビュー。以来『宇宙戦争』『惑星アドベンチャー スペース・モンスター襲来!』といった1950年代のSF映画や、『ミステリー・ゾーン』『バットマン』といったテレビドラマに出演。
1950年公開の『シンデレラ』では、ハリウッド・リポーターによると、ウォルト・ディズニー直々にプリンス・チャーミング役として100ドルで起用され、専用のリムジンも手配されたという。なお歌唱部分は『マイク・ダグラス ショー』で知られるマイク・ダグラスが担当したが、シカゴ訛りを理由に台詞は担当しなかった。
2000年にプロデューサーも兼任した映画『Sordid Lives』をもって俳優業を引退。
2018年6月1日に肺がんによる合併症で、カリフォルニア州サンタモニカのUCLAメディカルセンターで死去。96歳没。『シンデレラ』の出演声優の中では最後に逝去した。